# Homonoea uniformis
Homonoea uniformis là một loài bọ cánh cứng trong họ Cerambycidae.